# Agrigento megye
Agrigento megye Olaszország Szicília régiójának egyik megyéje. Székhelye Agrigento.

## Fekvése
Agrigento megye Trapani, Metropolitan City of Palermo és Caltanissetta megyékkel határos.

## Községek(comuni)
- Alessandria della Rocca
- Aragona
- Bivona
- Burgio
- Calamonaci
- Caltabellotta
- Camastra
- Cammarata
- Campobello di Licata
- Canicattì
- Casteltermini
- Castrofilippo
- Cattolica Eraclea
- Cianciana
- Comitini
- Favara
- Grotte
- Joppolo Giancaxio
- Lampedusa e Linosa
- Licata
- Lucca Sicula
- Menfi
- Montallegro
- Montevago
- Naro
- Palma di Montechiaro
- Porto Empedocle
- Racalmuto
- Raffadali
- Ravanusa
- Realmonte
- Ribera
- Sambuca di Sicilia
- San Biagio Platani
- San Giovanni Gemini
- Sant'Angelo Muxaro
- Santa Elisabetta
- Santa Margherita di Belice
- Santo Stefano Quisquina
- Sciacca
- Siculiana
- Villafranca Sicula
- Agrigento